# Psycho Jukebox
 (janvier 2022).
Singles
1. Santo Domingo
Sortie : 28 février 2011
2. Baby, We're Refugees!
Sortie : 12 juin 2011

Psycho Jukebox est le premier album solo de Jon Fratelli, ancien chanteur et guitariste de The Fratellis et du Codeine Velvet Club. Publié le 25 juillet 2011, il est enregistré avec le producteur Tony Hoffer (en), qui avait produit Costello Music et mixé Codeine Velvet Club, au studio Sound Factory à Los Angeles.

## Enregistrement
Après avoir quitté The Fratellis en 2009, Jon Fratelli travaille avec la chanteuse Lou Hickey sur le projet du Codeine Velvet Club. Le duo enregistre alors un album et fait une tournée fin 2009, début 2010. Peu après il annonce qu'il quitte le projet et commence une carrière solo. Après avoir joué plusieurs titres lors d'une tournée, il va à Los Angeles afin d'enregistrer l'album, toujours accompagné des anciens musiciens du Codeine Velvet Club. Durant cette période, il tient ses fans au courant via son compte Twitter.
Ayant fini l'enregistrement de l'album en novembre (sous le titre The Magic Hour), Jon Fratelli retourne en Écosse et enregistre un EP publié avant l'album. Le premier single est publié en février 2011 sous le titre Santo Domingo. Durant son écriture, il décide d'ajouter un nouveau morceau à l'album et retourne à Los Angeles. Le titre Baby, We're Refugees! est le deuxième single de l'album et paraît le 12 juin 2011.
Jon Fratelli a aussi essayé d'ajouter le titre Dead Radio à l'album mais sa société de production avait déjà bouclée l'album. Cela ne l’empêche pourtant pas de le jouer en tournée et de l’enregistrer sous une forme allégée[Quoi ?] dans un podcast disponible sur son site internet.

## Liste des titres
Toute la musique est composée par Jon Fratelli.
| No  | Titre                                      | Durée |
| --- | ------------------------------------------ | ----- |
| 1.  | Tell Me Honey                              | 3:20  |
| 2.  | Daddy Won't Pay Your Bill                  | 4:01  |
| 3.  | Santo Domingo                              | 3:01  |
| 4.  | Rhythm Doesn't Make You a Dancer           | 3:15  |
| 5.  | The Band Played Just for Me                | 3:51  |
| 6.  | Magic & Mayhem                             | 4:00  |
| 7.  | She's My Shaker                            | 3:47  |
| 8.  | Cavemen                                    | 3:30  |
| 9.  | Baby, We're Refugees!                      | 2:38  |
| 10. | Oh Shangri La                              | 4:27  |
| 11. | Give Me My Heart Back MacGuire             | 3:45  |
| 12. | Sometimes You Just Can't Win (piste bonus) |       |

| 12. | Aeroplanes |  |

Une version écossaise de l'album est publiée avec les pistes bonus suivantes. Cette version est, également, disponible sur iTunes en tant que version deLuxe qui inclut Aeroplanes mais pas Sometimes You Just Can't Win.
| No  | Titre                                                                   | Durée |
| --- | ----------------------------------------------------------------------- | ----- |
| 13. | Daddy Won't Pay You Bill (direct du Terminal Studios à Glasgow)         |       |
| 14. | Tell Me Honey (direct du Terminal Studios à Glasgow)                    |       |
| 15. | Santo Domingo (direct du Terminal Studios à Glasgow)                    |       |
| 16. | Rhythm Doesn't Make You a Dancer (direct du Terminal Studios à Glasgow) |       |
| 17. | Baby, We're Refugees! (direct du Terminal Studios à Glasgow)            |       |

## Équipe

### Groupe
- Jon Fratelli - Guitare/chant
- Lewis Gordon - Basse
- Ross MacFarlane - Batterie
- Will Foster - Clavier

### Production
- Tony Hoffer (en) - Producteur, mixeur
- Todd Burke - Ingénieur
- Cameron Lister  - Assistant ingénieur